# Muscle extenseur des doigts de la main
Le muscle extenseur des doigts (ou muscle extenseur commun des doigts) est un muscle de l'avant-bras. Il est situé dans la partie superficielle de la loge antébrachiale postérieure.

## Origine
Le muscle extenseur des doigts de la main se fixe sur face postérieure de l'épicondyle latéral de l'humérus par l'intermédiaire du tendon commun des extenseurs. Il se fixe également sur la face profonde du fascia antébrachial et les septums qui le séparent de ses muscles voisins.

## Trajet
Le muscle extenseur des doigts de la main descend sur la face postérieure de l'avant-bras  avec le muscle extenseur du petit doigt en dedans, et les muscle long abducteur du pouce et muscle court extenseur du pouce en dehors et en dessous.
Il se divise en quatre tendons qui passent dans le rétinaculum des muscles extenseurs de la main. Les tendons s'écartent et suivent les faces dorsales des doigts longs (index, médius, annulaire et auriculaire).
À proximité des articulations métacarpo-phalangiennes les tendons voisins sont reliés entre eux par une connexion intertendineuse.
Le tendon à destination de l'index fusionne avec le tendon du muscle extenseur de l'index, de même pour le tendon de l'auriculaire qui fusionne avec le tendon du muscle extenseur du petit doigt.
Dans leur partie terminale, les tendons sont recouverts par les aponévroses dorsales des doigts.

## Insertion
Chaque se divise en trois languettes au niveau des phalanges proximales.
La languette centrale va s'insérer sur la face dorsale de la base de la phalange moyenne.
Les languettes latérales sont épaissies par des languettes issues des tendons des muscles lombricaux et interosseux puis fusionnent pour se fixer sur la face dorsale de la base de la phalange distale.

## Innervation
Le muscle extenseur des doigts est innervé par le nerf du muscle extenseur des doigts issu du rameau profond du nerf radial.

## Action
Son rôle est l'extension des quatre derniers doigts par l'intermédiaire des articulations métacarpo-phalangiennes et interphalangiennes. 
Il est légèrement extenseur de la main sur l'avant bras.

## Galerie

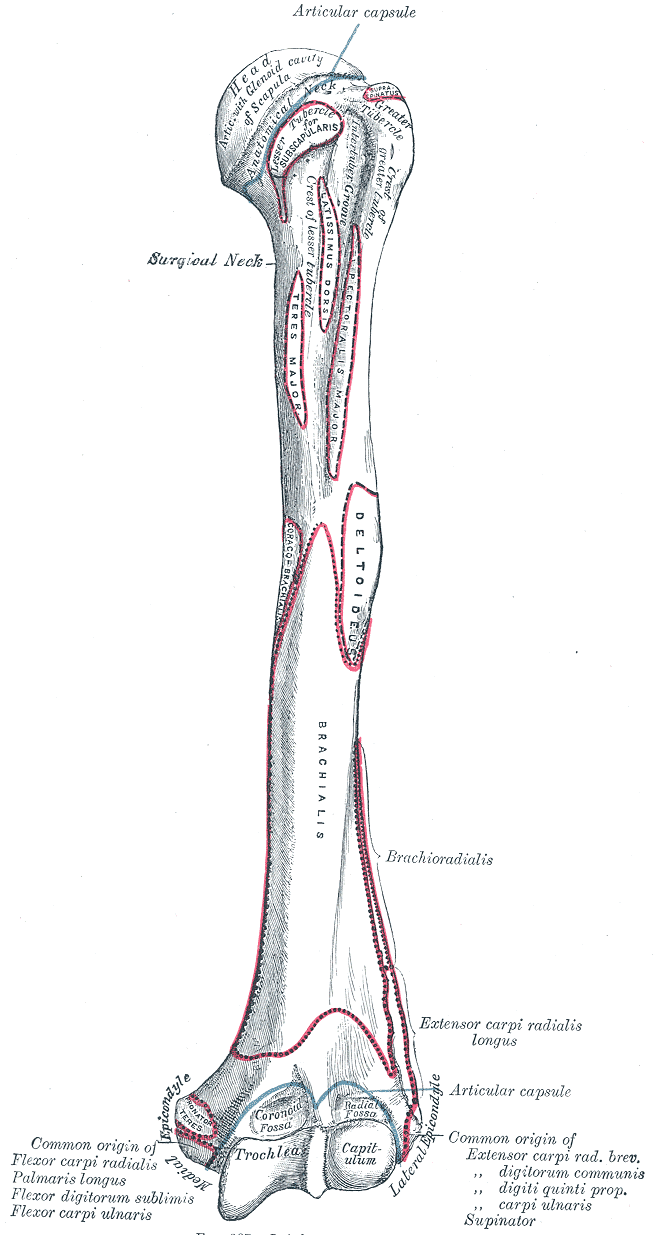
Origine humérale du muscle extenseur des doigts de la main (Extensor digitorum communis)
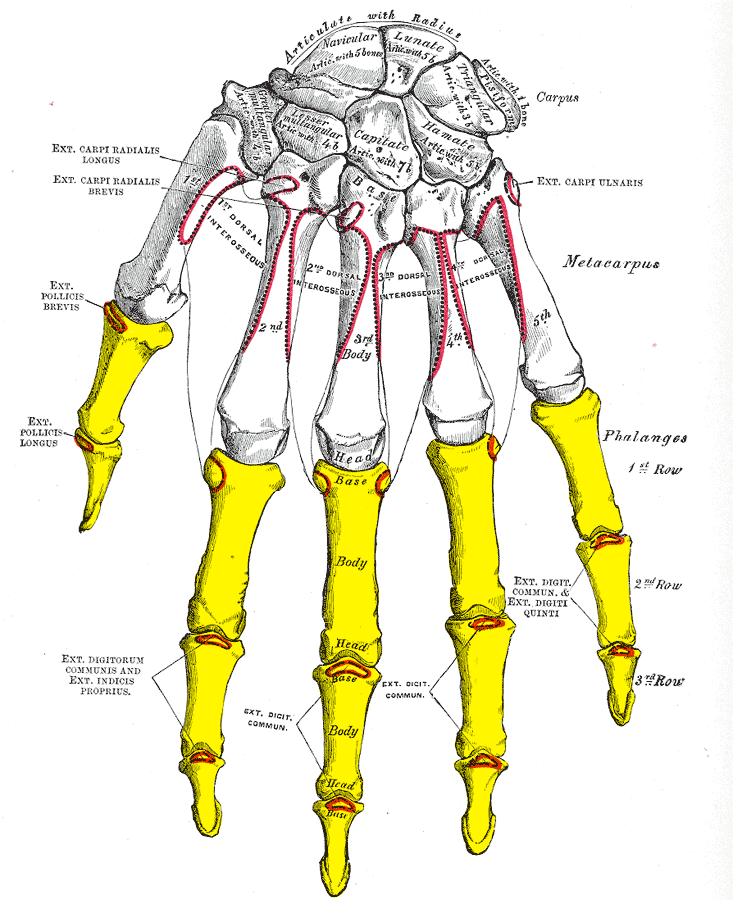
Insertion sur les phalanges moyenne et distales de l'index du muscle extenseur des doigts de la main (Ext. digit. commun).